# Travis Roche
Travis James Roche (* 17. Juni 1978 in Grande Cache, Alberta) ist ein ehemaliger kanadischer Eishockeyspieler, der im Verlauf seiner aktiven Karriere zwischen 1998 und 2016 unter anderem 465 Spiele in der American Hockey League (AHL) auf der Position des Verteidigers bestritten hat. Darüber hinaus absolvierte Roche weitere 60 Partien für die Minnesota Wild sowie Phoenix Coyotes in der National Hockey League (NHL) und stand sechs Jahre beim SC Bern aus der Schweizer National League A (NLA) unter Vertrag. Mit den Bernern wurde er zweimal Schweizer Meister.

## Karriere
Roche war zunächst für die Trail Smoke Eaters in der British Columbia Hockey League (BCHL), eine unterklassige kanadische Juniorenliga, aktiv, bevor der Verteidiger ab der Saison 1998/99 für die Eishockeymannschaft der University of North Dakota aufs Eis ging, für die der Kanadier drei Spielzeiten auflief. Im April 2001 unterzeichnete er als Free Agent einen Vertrag bei den Minnesota Wild aus der National Hockey League (NHL). Den größten Teil der Vertragsdauer absolvierte er allerdings für das Farmteam-Team Houston Aeros in der American Hockey League (AHL), wo er in der Saison 2001/02 den Yanick Dupré Memorial Award erhielt und ein Jahr später mit der Mannschaft den Calder Cup gewann.
Im Sommer 2004 wurde er vom NHL-Franchise Atlanta Thrashers unter Vertrag genommen, spielte aber wiederum die meiste Zeit in deren Kooperationspartner bei den Chicago Wolves. Im Sommer 2006 unterschrieb Roche bei den Phoenix Coyotes, wo er am 16. Dezember desselben Jahres seinen ersten Treffer in der NHL verbuchen konnte. Er beendete die Saison mit 19 Scorerpunkten aus 50 Saisonspielen in der höchsten Spielklasse Nordamerikas, verbrachte das folgende Jahr jedoch ausschließlich beim Farmteam San Antonio Rampage und markierte dabei 41 Scorerpunkten in 71 Partien.
Zur Saison 2008/09 wechselte Roche nach Europa und schloss sich dem SC Bern aus der Schweizer National League A (NLA) an. Mit Bern gewann er in seiner zweiten Saison die Schweizer Meisterschaft und war in der darauffolgenden Spielzeit mit acht Treffern und 22 Torvorlagen der punktbeste Verteidiger innerhalb der Liga. In der Saison 2012/13 hatte der Defensivspieler mit 15 Scorerpunkten aus 19 Playoff-Partien sowie dem spielentscheidenden Tor in der Finalserie gegen Fribourg-Gottéron einen maßgeblichen Anteil am erneuten Titelgewinn seiner Mannschaft. Nach sechs Jahren in Bern wechselte der Kanadier im August 2014 zu MODO Hockey in die Svenska Hockeyligan (SHL), wo er jedoch im Anschluss an die Saison 2014/15 keinen neuen Vertrag erhielt. Im Februar 2016 wurde er vom EHC Black Wings Linz aus der österreichischen Erste Bank Eishockey Liga (EBEL) für den Rest der Saison 2015/16 verpflichtet. Anschließend beendete der 38-Jährige seine aktive Karriere.

## Erfolge und Auszeichnungen
| - 1997 BCHL Second All-Star Team - 1997 BCHL Rookie of the Year Award - 1997 BCHL Playoff MVP Award - 1998 BCHL Best Defenseman Award - 1998 BCHL First All-Star Team - 2000 Broadmoor-Trophy-Gewinn mit der University of North Dakota - 2000 WCHA All-Rookie Team - 2000 WCHA All-Tournament Team - 2000 NCAA-Division-I-Championship mit der University of North Dakota - 2001 WCHA First All-Star Team - 2001 WCHA All-Tournament Team - 2001 NCAA West First All-American Team | - 2001 NCAA Championship All-Tournament Team - 2002 Yanick Dupré Memorial Award - 2003 Calder-Cup-Gewinn mit den Houston Aeros - 2005 Teilnahme am AHL All-Star Classic - 2005 AHL First All-Star Team - 2010 Schweizer Meister mit dem SC Bern - 2010 NLA Media All-Star Team - 2010 All-Star-Team des Spengler Cup - 2011 NLA Media All-Star Team - 2012 Spengler-Cup-Gewinn mit dem Team Canada - 2013 Schweizer Meister mit dem SC Bern |

## Karrierestatistik
(Legende zur Spielerstatistik: Sp oder GP = absolvierte Spiele; T oder G = erzielte Tore; V oder A = erzielte Assists; Pkt oder Pts = erzielte Scorerpunkte; SM oder PIM = erhaltene Strafminuten; +/− = Plus/Minus-Bilanz; PP = erzielte Überzahltore; SH = erzielte Unterzahltore; GW = erzielte Siegtore; 1 Play-downs/Relegation; Kursiv: Statistik nicht vollständig)